# Római rítus
A római rítus (latinul: ritus/usus Romanus) a nyugati rítuscsaládnak a római katolikus egyházban ma leginkább elterjedt változata.

## Története
A latin rítusban több ősi liturgia létezik. Ezek közül a legrégebbi a római liturgia, amely lényegében két változatban: a katedrális (szekuláris) változatban (Róma patriarchális bazilikáinak ünnepélyes formája) és a bencés szerzetesi változatban él. Nagy Szent Gergely pápa idejére (604) ez az állapot lényegében rögzült, és a gallikán liturgiával egybeolvadva ez volt meghatározó az egész középkoron át.
A római liturgiának létrejöttek alváltozatai, úgymint az egyes jelentősebb egyházmegyék (Esztergom, Braga, Párizs) sajátos jellegeket fölmutató liturgiarendje, és az egyes szerzetesrendek (ciszterek, karmeliták, karthauziak, domonkosok, ferencesek) liturgiaváltozatai is, akik az ősi bencés változatot saját karizmájuknak megfelelően módosították. Ezeknek az ünnepélyes változatoknak már a középkorban kialakult egy „tömörített” formája, az úgynevezett kuriális (udvari) változat, amely nevét arról kapta, hogy a pápai udvar tisztviselőjének, illetve magának a római pápának, ha vidéken volt, a körülményekhez híven bizonyos kórusimákat, körmeneteket, díszeket el kellett hagynia a liturgiából. Ezt a ferencesek elterjesztették egész Európában, így a 16. századra ez lett a plébániák általános rendje. Ezt a Tridenti Zsinat, mint „római liturgát” végleg lerögzítette a szentmise és az Eucharisztia katolikus tanának a védelmében, hogy bárhová tévedjen a katolikus hívő, ugyanazt a misét lássa, hallja, tudja követni. Ez Szent V. Piusz pápa misszáléja (misekönyve), amely ma is érvényben van. Utoljára Szent XXIII. János pápa módosította. Ezen kívül csak a 200 évnél régebbi egyházmegyei és szerzetesi alváltozatok maradhattak életben, de ha az egyházmegye, illetve a szerzetesrend lemondott róla, akkor a tridenti változat használata lett a kötelező számára. Emellett létrejött a II. vatikáni zsinat után egy vatikáni változat, amelyet nagyrészt a protestánsok felé való nyitás gesztusaként alkottak meg. 2009 óta az anglikán egyének mellett a közösségeknek is lehetőségük nyílt a katolizálásra, akik személyi ordinariátusokban gyakorolhatják az anglikán hagyomány szerinti liturgiájukat.

## Változatai
- világi (katedrális) változat
  - középkor: egyházmegyei (például Esztergom, Braga, Párizs) alváltozatok (kihaltak), anglikán alváltozat (érvényben van)
  - újkor: kuriális-tridenti alváltozat (érvényben van)
  - jelenkor: vatikáni alváltozat (érvényben van)
- szerzetesi (bencés) változat
  - középkor: bencés, ciszter, karthauzi, pálos, karmelita, domonkos, szervita, ferences stb. alváltozatok
  - újkor: a Tridenti Zsinat után a kétszáz évnél régebbi szerzetek liturgiaváltozata érvényben maradt
  - jelenkor: az előbbiek nagy része a II. vatikáni zsinat után megszűnt, kisebb részük változatlan vagy módosított formában ma is él